# NGC 2041
NGC 2041 (również ESO 86-SC16) – gromada otwarta, znajdująca się w gwiazdozbiorze Złotej Ryby, w Wielkim Obłoku Magellana. Odkrył ją James Dunlop 6 listopada 1826 roku.